# Andrew Blake
 (décembre 2008).
- Si vous ne connaissez pas le sujet, laissez ce bandeau (vous pouvez alors contacter les auteurs).
- Si vous supprimez le contenu mis en cause (vous pouvez préalablement contacter les auteurs),

argumentez précisément cette suppression dans la page de discussion
(un manque de référence n'est pas un argument ; une recherche réelle de référence doit avoir été effectuée, être formellement documentée).
Pour les articles homonymes, voir Andrew Blake (scientifique) et Blake.
Ne doit pas être confondu avec Andrew Black (cinéaste).
Andrew Blake (Paul Nevitt, né en 1947) est un réalisateur américain de films pornographiques, réputé pour son sens de l'esthétique. Il constitue un parfait exemple de la tendance qu'il convient de désigner sous le terme de « Porno chic ».
Dans un style proche de Michael Ninn, les thèmes récurrents des films d'Andrew Blake sont le Porno chic, fétichisme, le bondage et le lesbianisme (les hommes sont parfois entièrement absents de ses films). Son premier film est Night Trips (Des Choses dans la Nuit en V.F.) réalisé en 1989. La plupart de ses films sont réalisés par sa propre compagnie de production Studio A.

## Biographie
Andrew Blake a étudié la peinture à l'université. Ne se sentant pas assez doué dans cette spécialité, il commença à travailler pour une chaîne de télévision locale en marge de ses études. Puis il devint directeur artistique d'une chaîne de télé à Boston, où il put travailler sur différents sujets tels que la photographie ou l'animation. Puis il fut engagé par CBS à New York, toujours comme directeur artistique.

Il s'orienta plutôt vers l'animation, retournant à Boston pour suivre sa femme qui y suivait des cours d'art, puis à Los Angeles.
S'étant déjà essayé au nu en tant que photographe amateur, il produisit vers 1983 un clip érotique d'une dizaine de minutes pour la chaîne Playboy. Il continua à travailler pour Playboy puis pour Penthouse, comme photographe et réalisateur. C'est à cette époque qu'il décida de faire des films hard avec de jolies femmes et des décors somptueux, en réalisant tout d'abord Night trips (Des choses dans la nuit en V.F.) en 1989. Le premier film à rencontrer un gros succès fut Obsessions cachées (Hidden obsessions) en 1993. Il réalisa encore quelques films avec l'aide de sa femme, puis créa sa propre boîte de production Studio A.

## Ses fantasmes et son style

### La réalisation
Le style de réalisation d'Andrew Blake est resté à peu près le même depuis ses premiers films : des images stylisées, avec des ralentis, du noir-et-blanc, tournés en Super16 avec des inserts en Super8.
Ses films sont un assemblage de clips érotiques plus ou moins hard (certains parlent de semi-soft), liés entre eux par un scénario (Obsessions cachées 1 & 2), un simple fil conducteur (les gadgets érotiques high-tech du film Les femmes érotiques) ou le seul fait que le lieu, les acteurs et les fantasmes filmés soient à peu près les mêmes (Hard Edge, Blonds & brunettes). Ce dernier cas s'est d'ailleurs imposé depuis la fin des années 1990.
Le scénario, s'il y en a un, est en principe un scénario d'initiation. L'héroïne est incitée par un homme à faire l'expérience de différents fantasmes. À la fin, elle quitte l'homme pour concrétiser ses fantasmes sans l'aide de celui-ci. C'était un scénario classique des premiers films d'Andrew Blake, avec parfois des variations (Night trips, Obsessions cachées 1 & 2, Paris chic). Les scénarios sont devenus au fil du temps plus succincts, voire inexistants. D'ailleurs, Andrew Blake travaille depuis la fin des années 1990 uniquement sur un visual screenplay.
Que le film ait ou non un scénario, on est généralement plongé dans les fantasmes d'une ou plusieurs femmes : dans Obsessions cachées, une femme écrivain invente des histoires érotiques qu'on lui a commandées ; dans Obsessions cachées 2, une femme visite une à une les pièces d'une demeure où chacun se livre ouvertement à ses plaisirs sexuels ; dans Les femmes érotiques, les scènes hard sont entrecoupées de clips où des femmes se masturbent : on peut penser que les scènes hard sont en fait leurs rêves érotiques.
Les films sont souvent tournés à Los Angeles, dans de riches demeures de Beverly Hills ou de Bel Air. Depuis la fin des années 1990, Andrew Blake tourne aussi en Europe, notamment à Paris (Paris chic), à Rome (High heels), à New York (Justine), mais aussi sur la Cote d'Azur (Delirious).
Le cadre prend une place très importante dans les films d'Andrew Blake, au même titre que la lingerie ou les effets visuels. Les maisons qui servent de lieux de tournages ont généralement une architecture moderne, dans le style d'une villa avec piscine, ou bien plus classique, dans le genre grande maison de campagne en France.

Certaines scènes sont tournées en extérieur, sur une plage, dans une piscine ou dans un pré.
Un soin particulier est apporté aux vêtements et à la lingerie portés par les actrices, toujours somptueux et luxueux, ce qui n'étonne guère puisque le fétichisme est un des thème récurrents d'Andrew Blake. Les accessoires (chapeaux, chaussures) ne sont d'ailleurs pas absents de ses films.
Les vêtements portés par les hommes sont également chics (costume et chemise noirs), même s'ils sont moins mis en valeur.
Les actrices d'Andrew Blake n'ont pas de caractéristiques particulières, si ce n'est que leurs seins sont naturels (à l'exception de ses tout premiers films où Blake utilisait quelques actrices aux seins siliconés, mais depuis 1994 environ, toutes les actrices de ses films sont 100 % naturelles), ce qui est loin d'être toujours le cas dans l'industrie du porno (surtout aux États-Unis où il semble que les poitrines siliconées soient devenues la norme aujourd'hui), et qu'elles n'ont rien à envier aux plus grands top-modèles.
Dahlia Grey est sans conteste l'actrice fétiche d'Andrew Blake, et elle ne tourne qu'avec lui. Elle a même participé à la production de certains films.
Andrew Blake a également souvent fait jouer Zara Whites mais aussi Kelly O'Dell, P. J. Sparxx, Tori Welles, Ashlyn Gere, Racquel Darrian, Asia Carrera ou encore Sunset Thomas au début des années 1990 ; Anita Blond, Lea Martini, Regina Hall, Zdenka Podkapova, Kyla Cole, Tracy Ryan (Avalon), Petra Havlasova (Kelly Havel), Vicca, Taylor St. Claire et même Dita von Teese à la fin des années 1990 ; Justine Joli (Swan), Aria Giovanni, Kelle Marie, Adrianna Sage, Nika depuis le début des années 2000 ; tout dernièrement Valentina Vaughn, Kimberly Kane, Paola Rey, Ginger Jolie, Charlie Laine, Jelena Jensen, Faith Leon ; et beaucoup d'autres actrices-modèles considérées comme les plus belles du milieu de l'Erotisme et de la Pornographie.
Il a utilisé de grandes stars masculines, dans ses premiers films, où l'on a pu voir Peter North, Marc Wallice, Mark Davis, Randy West, Randy Spears ou encore Rocco Siffredi.
Cela dit, le cinéaste s'intéresse avant tout à la beauté féminine (ses actrices sont à n'en pas douter parmi les plus belles de l'industrie du porno).
Les musiques des films d'Andrew Blake disposent la plupart du temps des partitions originales du compositeur Raoul Valve.

### Les fantasmes
Depuis le début, les fantasmes les plus représentés dans l'œuvre d'Andrew Blake sont le fétichisme et le lesbianisme.
Le fétichisme est représenté d'une part à travers l'assimilation d'hommes ou de femmes à des choses (voir ci-dessous) et d'autre part à l'utilisation de nombreux accessoires et vêtements. Les accessoires peuvent être érotiques comme des godemichés ou des fouets, ou vestimentaires comme des chapeaux extravagants ou des chaussures à très hauts talons (Les femmes érotiques). Les vêtements peuvent être transparents ou en latex (Obsessions cachées 2).

Le fétichisme du pied est lui aussi présent dans les films d'Andrew Blake.
La beauté de la femme est exaltée à travers des scènes d'auto-érotisme ou de lesbianisme

Parfois, on les montre en train de s'occuper l'une de l'autre, par exemple en coupant les poils du pubis de l'autre.

L'homme est moins mis en valeur, ou tout simplement absent du film (c'est souvent le cas depuis le milieu des années 1990).
Les personnages sont parfois ravalés au rang de simples jouets, de choses ou d'esclaves. Ainsi, dans Obsessions cachées, le personnage incarné par Kelly O'Dell note que dans l'endroit fantasmagorique où elle débarque « les hommes ne sont que des jouets... magnifiques, certes, mais des jouets tout de même. » Plus tard, dans le même film, elle remarque une femme se servant d'une autre femme comme d'un cheval et, d'abord "outrée par ce qu'elle voyait", elle finit par admettre qu'il "s'agit de deux femmes réalisant ensemble un de leurs fantasmes". Elle a fait auparavant une remarque similaire en se demandant si "celui qui se soumet ne contrôle pas en fait tout".

Autres exemple : dans Hard Edge, une femme est utilisée comme une bouteille de vin, elle a un bouchon entre les lèvres et doit recracher du vin qu'elle a dans la bouche dans un verre ;  dans Possessions, une femme montre à ses amies son esclave érotique, les femmes s'amusent avec, notamment à l'aide d'un vibromasseur télécommandé, puis, une seconde esclave s'étant permise elle aussi de regarder et de jouir, cette dernière est punie. Dans Dollhouse, une femme s'amuse avec d'autres femmes immobiles comme avec des poupées Barbie grandeur nature.
Le sado-masochisme s'est peu à peu intégré à l'univers d'Andrew Blake, d'abord avec de simples catfights (Les femmes érotiques ; Dark Angel), finissant inévitablement par des baisers et des caresses, puis avec des fessées avec des cravaches ou d'autres instruments. Dans les années 2000, on a pu voir des scènes plus hards avec de la cire de bougie versée sur le corps (Hard Edge, Captured beauty), des gifles sur les seins ou bien une actrice qui tire les lèvres de son propre vagin (Close-ups).
Le voyeurisme est un fantasme indissociable du porno. Andrew Blake a su l'exploiter, parfois de manière explicite (Obsessions cachées, Zara Whites observe une partouze avec un télescope), mais généralement de façon moins évidente (souvent, une scène avec plusieurs personnages est mixée avec des images d'une femme se masturbant, qu'on peut supposer en train de regarder de l'autre côté de la pièce).
Corollaire du voyeurisme, l'exhibitionnisme a inspiré des scènes de Paris chic, High heels, Decadence ou Delirious. Il ne s'agit pas simplement de scènes en extérieur, ou tournées en face d'une fenêtre, mais il s'agit aussi de scènes filmées dans des endroits ou devant des monuments prestigieux, à Rome devant le Colisée, à Venise, à Paris place Vendome, sur le Quai de la Seine, devant L'Obélisque Place de la Concorde ou sur le ponton du Carlton à Cannes par exemple.
L'humidité est un élément utilisé de différentes manières : la scène peut avoir lieu dans l'eau ou sous l'eau (Obsessions cachées), dans une piscine, une baignoire ou sur une plage ; elle peut être versée sur le corps à l'aide d'un tuyau d'arrosage (Obsessions cachées 2). Dans les années 2000, cet élément fut utilisé de manière plus subtile comme métaphore de l'urine ou du sperme : une femme en éclabousse une autre avec du champagne ou du lait... L'urine est aussi utilisée, mais de manière esthétique, jamais sale : Blake suggère l'utilisation de l'urine jusqu'au début des années 2000 (on voit une soubrette se venger de sa maîtresse en lui offrant un verre censé contenir son urine dans l'un de ses plus beaux films : Girlfriends). Mais Body language en 2005 montre sans détour des jeunes femmes en train d'uriner, le tout filmé avec la sensualité dénuée de vulgarité chère à Andrew Blake (on voit aussi des jeunes femmes uriner dans Close-ups).
Le film où l'humidité a le plus été utilisée est sans conteste Wet.
La fumée de cigarette est un autre élément mis à profit par Andrew Blake. La cigarette avait déjà été utilisée dans les films érotiques depuis que la législation anti-tabac a donné un caractère d'interdit au fait de fumer. Les volutes de fumée expirées ont aussi un caractère éminemment sensuel.
Enfin, depuis le début des années 2000, Andrew Blake accorde une grande importance au bondage (même si le cinéaste était déjà attiré par ce fantasme depuis le début de sa carrière), très utilisé dans Naked diva, Adriana ou encore Flirts.
Les films les plus remarquables d'Andrew Blake sont Hidden obsessions (Obsessions cachées), Sensual exposure (Obsessions cachées 2), Les femmes érotiques, Unleashed (Liberté), Playthings (Glamour), Wet, Pin-ups, Pin-ups 2, Decadence (Décadence à Venise), Exhibitionists (Exhibitionniste), Girlfriends, Aria, Dollhouse, Hard Edge, Body language et Valentina.

## Influence
L'influence d'Andrew Blake peut sembler peu importante si on regarde l'évolution de l'industrie du porno. Cela s'explique sans doute par le fait que pour ce genre de films, la quantité prend facilement le pas sur la qualité.

Cependant on peut à coup sûr reconnaître l'influence d'Andrew Blake dans les images stylisées des films de Michael Ninn, même si l'élève est encore loin d'avoir dépassé le maître.

## Filmographie principale
1988 
- Playboy sexy lingerie (Paul Nevitt)

1989
- Des choses dans la nuit (Night trips). Avec Tori Welles et Jamie Summers, Peter North

1990
- Secrète (Secrets). Avec Ashlyn Gere, Ashley Lauren, Zara Whites, Sunny McKay, Jeanna Fine, Peter North, Rocco Siffredi, Jon Dough
- Fantasmes nocturnes (Night trips 2). Avec Paula Price et Racquel Darrian, Rocco Siffredi, Randy Spears, Peter North
- Playboy sexy lingerie II
- Rêves et fantasmes (House of dreams). Avec Zara Whites et Ashlyn Gere, Raven, Rocco Siffredi, Randy West

1991
- Playboy sexy lingerie III
- Images du désir (Art of desire). Avec Zara Whites, Amber Lynn, Savannah, Racquel Darrian
- Amy & Julie. Avec Julie Strain
- Jisel & Lynn

1992
- Obsessions cachées (Hidden obsessions). Avec Janine Lindemulder et Paula Price, Sunset Thomas, Julia Ann, Dahlia Grey (comme Jamie Dion)
- Les filles d'Andrew Blake (Andrew Blake's girls). Avec Zara Whites, Ashley Lauren, Ashlyn Gere, Jeanna Fine, Tori Welles
- Penthouse - Satin & Lace
- Leslie & Mahalia
- Jasmine & Theresa

1993
- Obsessions cachées 2 (Sensual exposure). Avec Kelly O'Dell et Raven, P.J. Sparxx, Paula Price
- Les femmes érotiques. Avec Dahlia Grey, Julia Ann, Raven et P.J. Sparxx, Sunset Thomas, Kelly O'Dell

1994
- Private property (moyen métrage). Avec Celeste et Draghixa

1995
- Sex and money. Avec Julia Ann, Asia Carrera, Draghixa, Dahlia Grey, Misty Rain
- Captured beauty. Avec Dahlia Grey et Celeste, Misty Rain, Seana Ryan, Taylor St. Clair

1996
- Liberté (Unleashed). Avec Gina Everett (comme Selena) et Dahlia Grey, Asia Carrera, Lea Martini, Laura Palmer, Misty Rain, Rebecca Lord
- Miami hot talk. Avec Seana Ryan, Taylor St. Clair

1997
- Venus descending. Avec Dahlia Grey, Jennifer Behr (as Jena Behr) et Asia Carrera, Seana Ryan, Patricia Ford
- Possession (Possessions). Avec Dahlia Grey, Anita Blond et Taylor St. Clair, Vicca, Nikita
- Dark angel. Avec Dahlia Grey, Lea Martini et Vicca, Jill Kelly, Nikita
- Paris chic. Avec Lea Martini, Coralie Trinh Thi et Anita Blond, Taylor St. Clair, Eva Falk, Tanya La Riviere, HPG, Bruno Sx, David Perry. Tourné à Paris

1998
- Wild. Avec Dahlia Grey, Kelly Havel, Isabella Camille, Pamela Petrokova
- Wet. Avec Dahlia Grey et Anita Blond, Tracy Ryan (as Avalon), Diana
- Les talons aiguilles de Kelly et Dahlia (High Heels / Obsession in high heels). Avec Dahlia Grey, Kelly Havel et Isabella Camille, Pamela Petrokova. Tourné à Rome
- Délires (Delirious). Avec Dahlia Grey et Anita Blond, Isabella Camille, Ursula Moore, Frank Gun, Kelly Havel. Tourné à Nice et à Cannes

1999
- Glamour (Playthings). Avec Dahlia Grey et Regina Hall, Karin, Ashley, Victoria Knight
- Pin-ups. Avec Dahlia Grey et Regina Hall, Tracy Ryan (as Avalon), Lea Martini, Katja Kean, Laura Palmer
- Pin-ups 2. Avec Dita von Teese et Regina Hall, Anita Blond, Nina Kornikova, Temptress, Inari Vachs
- La belle esclave (Aroused). Avec Dahlia Grey et Carmen, Inari Vachs, Tera Patrick, Regina Hall, Victoria

2000
- Décadence à Venise (Decadence). Avec Anita Blond, Chelsea Blue et Zdenka Podkapova, Sophie Evans, Regina Hall, Dita von Teese. Tourné à Venise
- Secret Paris. Avec Regina Hall, Zdenka Podkapova et Adriana Sage, Kate More, Sophie Evans. Tourné à Paris
- Visual stimulation. Avec Lynn Thomas, Sydney Moon, Aria Giovanni

2001
- Exhibitionniste (Exhibitionists). Avec Justine Joli, Anita Blond et Kyla Cole, Sierra. Tourné à Paris
- Aria. Avec Aria Giovanni et Adriana Sage, Kelle Marie (as Kelle), Sierra
- Blond & brunettes. Avec Anita Blond et Aria Giovanni, Kelle Marie, Kyla Cole, Jewel Valmont (as Ava Vincent). Tourné à Rome

2002
- Girlfriends. Avec Justine Joli, Aria Giovanni et Monica Mendez, Sierra, April Flowers (as April), Hannah Harper (as Hanna Harper)
- La villa (The villa). Avec Justine Joli, Kyla Cole et Nika Mamic (as Nika), Elsa Versus (as Celeste as Bunny Luv), Tara Radovic
- Justine. Avec Justine Joli (as Justine) et Aria Giovanni, Elle Williams, Erica Campbell, Emily Marilyn. Tourné à New York
- Dahlia in bondage. Avec Dahlia Grey

2003
- Hard Edge. Avec Kelle Marie, Justine Joli et Nika Mamic (as Nika), Nicola, Adriana Sage, Julian, Faith Adams, Julia Taylor. Tourné à Paris
- Adriana. Avec Adriana Sage et Emily Marilyn, Justine Joli, Aria Giovanni, Dahlia Grey
- Dollhouse. Avec Dahlia Grey, Jacqueline et Jade Hsu, Nika Mamic (as Nika), Monica Mendez, Rachel Rotten, Celeste (as Bunny Luv

2004
- Naked diva. Avec Dahlia Grey et Aria Giovanni, Adriana Sage, Chiane, Jelena Jensen, Tanya James
- Flirts. Avec Ginger Jolie et Isabella Camille, Dahlia Grey, Justine Joli, Holly Hollywood, Adriana Sage
- Feel the heat. Avec April, Dahlia Grey, Faith Adams, Janine Lindemulder, Julia Ann, Justine Joli, Lea Martini, Michelle-Marie, Misty Rain, Selena, Shelby Stevens.

2005
- Close-ups. Avec Lorraine Sisco (as Tall Goddess) et Ginger Jolie, Paola Rey, Jacqueline, Charlie Laine, Nichole Loren (as Nicole Loren)
- Body language. Avec Ginger Jolie, Haley Paige, Paola Rey, Charlie Laine, Justine Joli (as Justine), Bobbie Blair, Sarah Blake, Jelena Jensen, Kimmie Cream
- Teasers. Avec Dahlia Grey, Kimberly Kane, Melisande, Celeste Star
- Teasers II. Avec Dahlia Grey, Kimberly Kane, Melisande, Celeste Star, Valentina Vaughn

2006
- Valentina. Avec Valentina Vaughn et Charlie Laine, Rita Faltoyano, Monica Mendez, Bobbie Blair, Adriana Sage, Anastasia, Angie.
- Sultry. Avec Justine Joli, Cassie Young, Michelle Maylene, Paola Rey, Anita Blond, Dahlia Grey, Julia Taylor, Roxetta, Vicca, Lea Martini, Melissa Martinez, Kyla Cole, Regina Hall, Ginger Jolie, Zedenka, Kelli Marie.

2007
- Andrew Blake X. Avec Cytherea, Rebeca Linares, Melisande, Michelle Maylene, Paola Rey, Dana DeArmond, Faith (as Faith Leon), Jelena Jensen, Aria Giovanni, Jade Starr, Aaron, Katrina Kat, Claudia Cavassa, Yana Ke-M, Maria Menendez
- Andrew Blake X 2. Avec Elena Rivera, Jennifer Dark, Bianca Sweet, Melissa, Faith (as Faith Leon), Chiane, Haley Paige, Natasha Nice, Ann Marie, Gwendoline, Veronica, Kristina, Aria Giovanni, Jelena Jensen

2008
- House pets. Avec Paizle Adams (as Cassidey), Claire Adams, Courtney Page, Elena Rivera, Faith (as Faith Leon), Sasha Grey, Tristan Kingsley.
- Paid companions. Avec Carolyn Reese, Chiane, Essi-X, Faye Reagan, Hailey James, Jana Jordan, Jayme Langford, Nika Noire, Tanya James, Veronique Vega.
- Night Trips - A Dark Odyssey. Avec Paola Rey, Charlotte Stokely, Sophia Santi, Kelly Summer, Otto Bauer, Kira Kane, Eric Swiss, Natasha Nice, Essi-X, Aaron Wilcox.

2009
- Five Stars. Avec Sasha Grey, Janine, Tera Patrick, Aria Giovanni, Dita von Teese, Julia Ann, Temptress, Justine Joli, Faith Leon, Victoria, Sierra, Claire Adams, Paula Price, Kim Wilde, Anita Blond, Dahlia Grey, Kelle Marie, Regina Hall, Nina Kornikova.
- High strung women. Avec Aaron Wilcox, Adriana Sage, Aria Giovanni, Claire Adams, Courtney Page, Cytherea, Dahlia Grey, Elena Rivera, Emily Marilyn, Faith Leon, Georgia Jones, Jade Starr, Justine, Melisande, Paola Ray, Rebecca Linares, Sasha Grey.
- Smoking hot girls. Avec Elle Williams, Erica Campbell, Jade Hsu, Nika, Jacqueline, Dahlia Grey, Lorraine, Maria Menendez, Jana Jordan, Justine Joli, Adriana Sage, Nicola, Celeste, Paola Rey et Kelle Marie.
- Voyeur within. Avec Sadie West, Tori Black, Bobbi Starr, Aria Giovanni, Michelle Maylene, Ally Ann, Jade Hsu, Kira Diane, Johnny Castle, Danny Mountain.

2010
- All my best...Aria. Avec Adriana Sage, Anita Blond, Aria Giovanni, Emily Marilyn, Erica Campbell, Justine Joli, Kelle Marie, Kyla Cole, Sierra.
- All my best...Anita Blond. Avec David Perry, Temptress, Frank Gun, Anita Blond, Nina, Chelsea Blue, Kelle Marie, Aria Giovanni, Terri Summers, Vicca, Lea Martini, Kyla Cole, Eva Falk, Coralie Trinh Thi, Dita von Teese, Isabella Camille, HPG.
- Sex Dolls. Avec Bree Daniels, Tori Black, Nina James, Alexis Texas, Isis Taylor, Lily Carter, Amia Miley, Aaron Wilcox, Johnny Castle.

2011
- All my best...Justine. Avec Celeste, Justine Joli, Sierra, Adriana Sage, Hannah Harper, Anita Blonde, Nika, Kelle Marie, Aria Giovanni, Emily Marilyn, Kyla Cole, Tara Radovic, Elle Willaims.
- All my best...Dahlia Grey. Avec Anita Blond, Dahlia Grey, Isabelle Camille, Kelly Havel, Lea Martini, Misty Rain, Regina Hall, Renee, Tera Patrick.
- Five Stars #2. Avec Tori Black, Bobbi Starr, Danny Mountain, Dale DaBone, Faye Reagan, Justine Joli, Eric Swiss, Jana Jordan, Adriana Sage, Paola Rey, Kelly Summer, Bobbi Blair, Kyla Cole, Tara Radovic.

2012
- Lipstick and Lace. Avec Celeste, Justine Joli, Charlie Laine, Sierra, Bree Daniels, Adriana Sage, Nika, Dahlia Grey, Jacqueline, Aria Giovanni, Emily Marilyn, Ginger Jolie, Tara Radovic, Tall Goddess, Elle Williams, Monica Mendez.

2013
- Sexy girls. Avec Tori Black, Justine Joli, Michelle Maylene, Jade Hsu, Dahlia Grey, Adriana Sage, Paola Rey, Georgia Jones, Melanie Rios, Layden Sin, Faith, Valentina Vaughn, Sierra, Monica Mendes, Bobbi Blair, April.

## Récompenses
- 1999 : AVN Award « Meilleur Film 'All-Sex' » (Les Hauts-Talons de Kelly et Dahlia)
- 2000 : AVN Award « Meilleur Film 'All-Sex' » (Playthings)
- 2002 : AVN Award « Meilleure Direction Artistique » (Blond & Brunettes)
- 2002 : Venus Awards « Meilleur Réalisateur Américain »
- 2003 : XRCO Hall of Fame
- 2004 : AVN Award « Meilleur Film 'All-Sex' » (Hard Edge)
- 2004 : AVN Award « Meilleure Direction Artistique » (Hard Edge)
- 2004 : AVN Award « Best Cinematography » (Hard Edge)
- 2004 : AVN Award « Best Editing » (Hard Edge)
- 2005 : AVN Award « Best Cinematography » (Flirts)
- 2008 : AVN Award « Best Editing » (X)
- 2009 : AVN Awards « Best Editing » et « Best Cinematography » (Paid companions)
- 2010 : XBIZ Award, Excellence in Progressive Erotica
- AVN Hall of Fame